# Stazione di Gordola
La stazione di Gordola è una fermata ferroviaria posta sulla linea Bellinzona-Locarno. Serve il centro abitato di Gordola.

## Storia
La fermata venne inaugurata nel 1893. La fermata, allora denominata Gordola-Verzasca, sostituì, con quella allora detta di Riazzino, la precedente fermata di Gordola. Sin dal 1893 era dotata di un apparato di comando degli scambi e dei segnali. Nel 2006 la fermata venne sottoposta a lavori di ristrutturazione che comportarono il rialzamento del marciapiede e l'adeguamento all'identità societaria delle Ferrovie federali svizzere (FFS).
Tra il 24 giugno e il 2 luglio 2019, contestualmente ai lavori di raddoppio del binario, il marciapiede fu smantellato e sostituito da uno edificato ex-novo a duecento metri di distanza in direzione di Riazzino.

## Strutture e impianti
La fermata è dotata di due binari per il servizio viaggiatori.

## Movimento
Al 2015 la fermata è servita, con cadenza semi-oraria (rinforzata alle ore di punta), dai treni regionali della linea S20 della rete celere del Canton Ticino e da un RegioExpress Locarno-Lugano.

## Servizi
La fermata è dotata di un sistema elettronico di informazione sulla circolazione dei treni.
- Biglietteria automatica